# Lucio Dorfman
Lucio Dorfman (Porto Alegre, 30 de setembro de 1975) é um pianista, psicólogo, produtor musical brasileiro, professor de música, compositor, produtor cultural, produtor fonográfico, produtor e diretor de vídeos, mais conhecido como Produtor Musical do cantor e compositor pop Armandinho (com quem trabalha atualmente) e tecladista do grupo gaúcho de rock Engenheiros do Hawaii.

## Carreira
Nascido em uma família de músicos, Lucio Dorfman iniciou os estudos no piano aos quatro anos de idade. Autodidata, sempre buscou estar atento às novas tecnologias. Começou a trabalhar em Porto Alegre com produção musical testando plataformas artísticas. Com um curriculum extenso que inclui grandes nomes da cultura gaúcha, o artista mudou-se para o Rio de Janeiro em 1996. Logo em seguida passou a integrar a Engenheiros do Hawaii.
Durante os anos de estrada com a banda, o músico participou de apresentações históricas, tais como o réveillon do ano 2000, na Avenida Paulista, em São Paulo, evento patrocinado pela Rede Bandeirantes, retransmitido para mais da metade do mundo e que reuniu mais de um milhão de pessoas. Outra importante apresentação aconteceu no palco principal do Rock in Rio III, em 2001, ao lado de nomes como Dave Matthews, Sheryl Crow e Neil Young e um público estimado em mais de 100 mil pessoas. Em seguida, Lucio saiu da banda junto ao guitarrista Luciano Granja e ao baterista Adal Fonseca, para montar o grupo de rock Massa Crítica (2001).
O pianista voltou a morar em Porto Alegre em 2002, onde reiniciou os estudos na Faculdade de Psicologia da Pontifícia Universidade Católica do Rio Grande do Sul até formar-se, em 2008.
O artista trabalha com criação de trilhas para cinema. O destaque está no documentário Inacreditável - A batalha dos aflitos, que conta a trajetória da sofrida vitória do Grêmio FBPA no ano de 2005.
Lucio também trabalha como produtor musical e arranjador para o artista Armandinho. Desta parceria, ganhou dois discos de ouro pelos álbuns Armandinho (2002) e Casinha (2004), além do reconhecimento com a Engenheiros do Hawaii como instrumentista com disco de ouro por Minuano (1997) ¡Tchau Radar! (1998) e 10.000 destinos (2000).
Como diretor produziu o DVD Guri de Uruguaiana I, Guri de Uruguaiana II, Fábrica do Vanerão, Joca Martins, Fogo de Chão, além de muitas outras parcerias em produções cinematográficas. 
Em parceria com o grande cantor latino-americano Daniel Torres criou e produz o show Lupi - Jazz Nativo, inventando o estilo Jazz Nativo, uma mescla de composições nativistas do Rio Grande do Sul com o Jazz Americano. Projeto que derivou de seu trabalho instrumental solo chamado Cevando o Piano, que segue evoluindo e alcançando cada vez mais apreciadores. 

## Discografia

### Com Engenheiros do Hawaii
- Minuano (1997)
- ¡Tchau Radar! (1998)
- 10.000 Destinos (2000)

### Com Armandinho
- Armandinho (2002)
- Casinha (2004)
- Ao Vivo em Buenos Aires (2011)
- Sol Loiro (2014)
- DVD Armandinho - ao vivo (2020)

### Produções de Áudio/Vídeo
- Guri de Uruguaiana I
- Guri de Uruguaiana II
- Joca Martins - USA dsicos
- Fogo de Chão - USA dsicos
- Fábrica do Vanerão - USA dsicos
- Inacreditável - A Batalha do Aflitos - G7 cinema
- Gremio 10x0 - G7 cinema
- Supremacia Vermelha - G7 cinema
- A dança da Vida - Zapata Cinema
- Simone - Zapata Cinema